# Nans de Breslau
Els nans de Breslau o gnoms de Breslau (en polonès, Wrocławskie krasnale) són un conjunt de figures de petita escala que han anat apareixent als carrers de Breslau, la tercera ciutat més important de Polònia. Els nans han esdevingut un element integral de l'espai urbà i un fenomen social que s'ha desenvolupat amb l'aportació d'artistes d'arreu del país.
A l'octubre del 2017 es calculava que hi havia uns 400 nans distribuïts per tota la ciutat.

## Orígens
La instal·lació de nans a Breslau va començar com una acció de Pomaranczowa Alternatywa (Alternativa Taronja), un moviment de resistència antisoviètica que feia servir els nans com a símbol i que va ajudar a derrocar el règim comunista a Polònia a la dècada de 1980. Sota la direcció de Waldemar ‘Major’ Fydrych, un artista i estudiant d'història de l'art a la Universitat de Breslau, els activistes polonesos van fer servir l'absurd i el disbarat com a eina, més concretament amb la intenció de ridiculitzar els intents de censura a l'espai públic. En un moment en què els grafits amb missatges subversius eren ràpidament esborrats per les milícies del règim, el activistes de l'Alternativa Taronja es van afanyar en cobrir les taques de pintura encara fresca amb dibuixos de nans, un dibuix aparentment innocent que no tenia motius per ser censurat.
Els dos primers nans van ser pintats la nit del 30 al 31 d'agost de 1982: el primer en un transformador a Sępolno i el segon en un bloc de pisos a Biskupin. Van ser obra de Waldemar "Major" Fydrych i Wiesław "Rotmistrz" Cupała.

A mida que el moviment va anar guanyant popularitat, Fydrych va esdevenir líder i organitzador d'absurdes i capcioses marxes públiques pels carrers de la ciutat en defensa dels drets dels nans. La policia va reprimir aquestes manifestacions, però en comptes de silenciar aquests moviments subversius únicament van aconseguir que es reflectissin a la premsa nacional i aviat els grafits de nans van començar a replicar-se per tota Polònia. Les manifestacions a Breslau van aplegar fins a 15.000 persones, sovint disfressats com a nans o portant barrets punxeguts, que eren immediatament detingudes.
La tesi és l'eslògan antirègim.L'antítesi és el lloc i la síntesi és el gnom".

- Waldemar 'Major' Fydrych, al manifest de la dialèctica de l'acció que va lliurar a la comissaria de Łódź durant una detenció.

## Les escultures
L'any 2001 l'Ajuntament de Breslau va decidir commemorar aquest moviment anticomunista col·locant una estàtua de bronze d'un nan (anomenat Papa Krasnal o Gran Nan) al carrer Świdnicka, on solien reunir-se els membres de l'Alternativa Taronja. Aquest primer nan és representat en una posició de repós, amb un somnriure irònic als llavis i una expressió ferotge als ulls que recorda el passat polític d'aquesta acció artística.
El 2005 l'escultor local Tomasz Moczek va rebre l'encàrrec de crear cinc escultures més. La instal·lació d'aquests personatges va esdevenir tan popular que els comerços de la ciutat van començar a contractar altres artistes locals per produir més nans de bronze, fent que la població d'aquestes escultures proliferés a Breslau.
Els guardians que tenen cura dels nans de Breslau són els mateixos comerços, partits polítics i particulars que els han sufragat o els mantenen. Així mateix, aquestes figures han servit per a la promoció de projectes socials.
Actualment es creu que pot haver-hi més de 800 nans instal·lats a tota la ciutat.